# Jean Sibelius

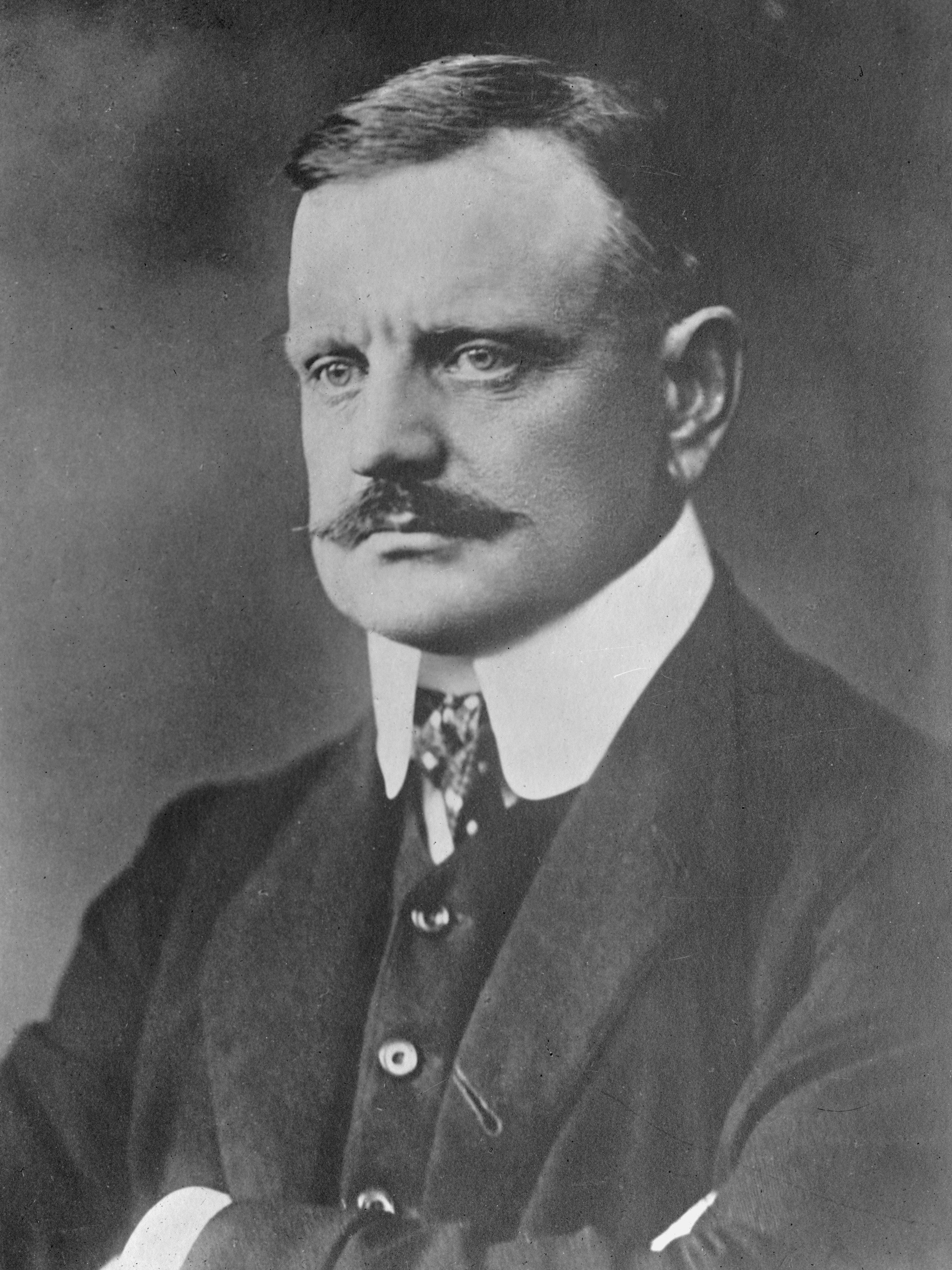
Portret al lui Jean Sibelius din 1913

Johan (Jean) Julius Christian Sibelius (n. 8 decembrie 1865, Hämeenlinna, Marele Principat al Finlandei, Imperiul Rus – d. 20 septembrie 1957, Järvenpää, Uusimaa Province⁠(d), Finlanda) a fost un compozitor finlandez din perioada Romantismului târziu, a cărui muzică a avut un rol esențial în formarea identității naționale finlandeze.
Esența operei sale rezidă in cele șapte simfonii ale sale. Pe lângă acestea, printre cele mai cunoscute compoziții ale sale se numără Finlandia, Suita Karelia (Karelia - sarja), Vals trist, Concertul pentru vioară în D minor (Viulukonsertto), Lebăda din Tuonela (Tuonen joutsen) - cel mai popular poem al Suitei Lemminkäinen, numită adesea și Cele patru poeme ale Kalevalei. 
Opera sa mai include poeme inspirate din epopeea națională finlandeză, Kalevala; peste 100 de piese pentru voce și pian; 13 piese cu destinație de coloană sonoră; muzică de cameră; muzică pentru pian; muzică rituală masonică; 21 de piese special destinate corului.
Începând cu data de 8 decembrie 2011, Finlanda va arbora drapelul național în această zi, ca omagiu adus marelui ei compozitor. Ziua de 8 Decembrie este de altfel și „Ziua Muzicii Finlandeze”. Ca normă generală, steagul este arborat începând cu 8 dimineața până la apusul soarelui. Totuși, există 3 excepții de la această regulă:
- cu ocazia sărbătoririi solstițiului de vară, steagul este arborat din ajunul acestei zile, începând cu 6 seara până în ziua solstițiului, la 9 seara;
- de Ziua Independenței - ziua națională a Finlandei, steagul este arborat de la 8 dimineața la 8 seara;
- în ziua alegerilor, steagul este arborat de la 8 dimineața la 8 seara.

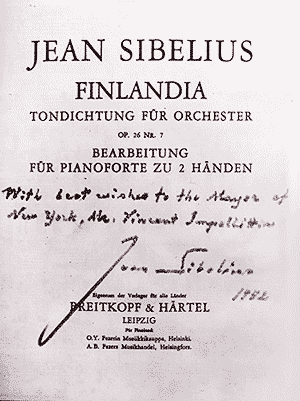
Finlandia - 1902

## Viața și opera
Johan Julius Christian Sibelius, cunoscut sub numele de "Jean Sibelius", s-a născut într-o familie vorbitoare de suedeză în Hämeenlinna, Marele Principat al Finlandei din cadrul Imperiului țarist. Deși apelativul în cadrul familiei era "Janne", pe timpul studenției, acesta începe să folosească versiunea franceză a numelui său. Cu acest nume, Jean Sibelius devine cunoscut lumii întregi.
Datorită apariției mișcării Fennomania ca expresie a naționalismului romantic, familia sa decide să-l trimită la o școală cu predare în limba finlandeză, acesta urmând în perioada 1876 - 1885 cursurile Liceului Normal din Hämeenlinna (Hämeenlinnan normaalilyseo), primul liceu cu predare în limba finlandeză din toată țara care și-a deschis porțile pe 1 septembrie 1873.
Naționalismul Romantic va deveni un element crucial atât în opera lui artistică, cât și în părerile sale politice. În jurul vârstei de 15 ani, Sibelius își propune să devină un mare violonist, lucru pe care l-a și realizat, având chiar un concert public în Helsinki cu ultimele două părți ale Concertului pentru vioară al lui Mendelssohn.

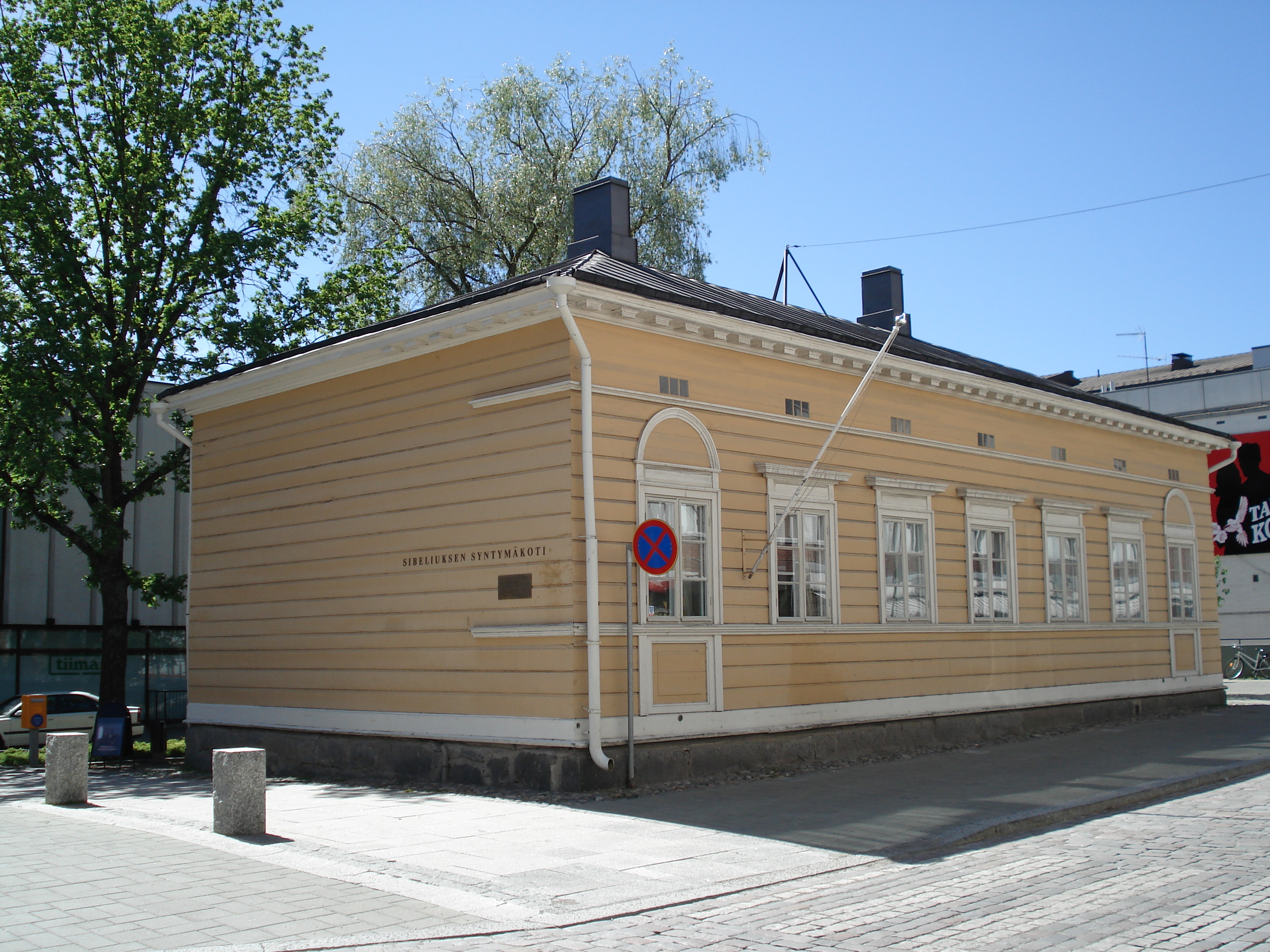
Casa din Hämeenlinna, Kanta-Häme unde s-a născut Sibelius

După absolvirea liceului în 1885, Sibelius începe cursurile de Drept la Universitatea Finlandeză Imperialistă Alexandru (astăzi Universitatea Helsinki). Având în vedere faptul că era mult mai interesat de muzică decât de drept, acesta abandonează studiile în domeniul dreptului, urmând în perioada 1885- 1889 cursurile facultății de muzică din Helsinki, care astăzi îi poartă numele (Academia Sibelius). Institutul de muzică din Helsinki a fost fondat în anul 1882 de către Martin Wegelius, care s-a numărat printre profesorii lui Jean Sibelius.
Între anii 1889-1890, Sibelius îți continuă studiile la Berlin, avându-l ca profesor pe teoreticianul Alfred Becker. În 1890, la Viena, îi are ca profesori pe Robert Fuchs și Carl Goldmark. În această perioadă, Sibelius renunță la aspirațiile sale de a deveni "virtuoso" violonist. "Momentul în care a trebuit să accept că am început prea târziu pregătirea pentru a deveni virtuoso violonist a fost o conștientizare dureroasă".
Pe 10 iunie 1882, la Vöyri, Jean Sibelius se căsătorește cu Aino Järnefelt (n. 10 august 1871 – d. 8 iunie 1969), iar în 1903 se mută în locuința lor botezată Ainola ("al lui Aino") situată în Järvenpää, pe malul lacului Tuusula. Lacul cu o suprafață de 6 kilometri pătrați -Tuusulanjärvi după numele original finlandez, devine la începutul sec.al XX-lea un fel de colonie a artiștilor. Pe lângă Sibelius, personalități ca Juhani Aho, Pekka Halonen, Eero Järnefelt, Joonas Kokkonen și Aleksis Kivi locuiesc pe țărmurile acestuia. Aino și Jean Sibelius au avut 6 fiice: Eva, Ruth, Kirsti (care a decedat la o vârstă fragedă), Katarina, Margareta și Heidi. Margareta a fost soția dirijorului și compozitorului finlandez Jussi Jalas.

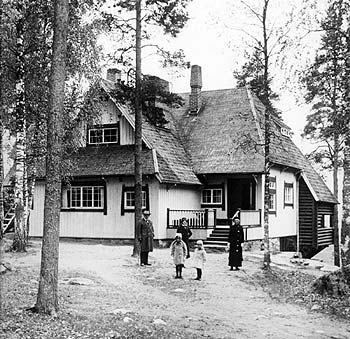
Casa Sibelius din Ainola, în 1915

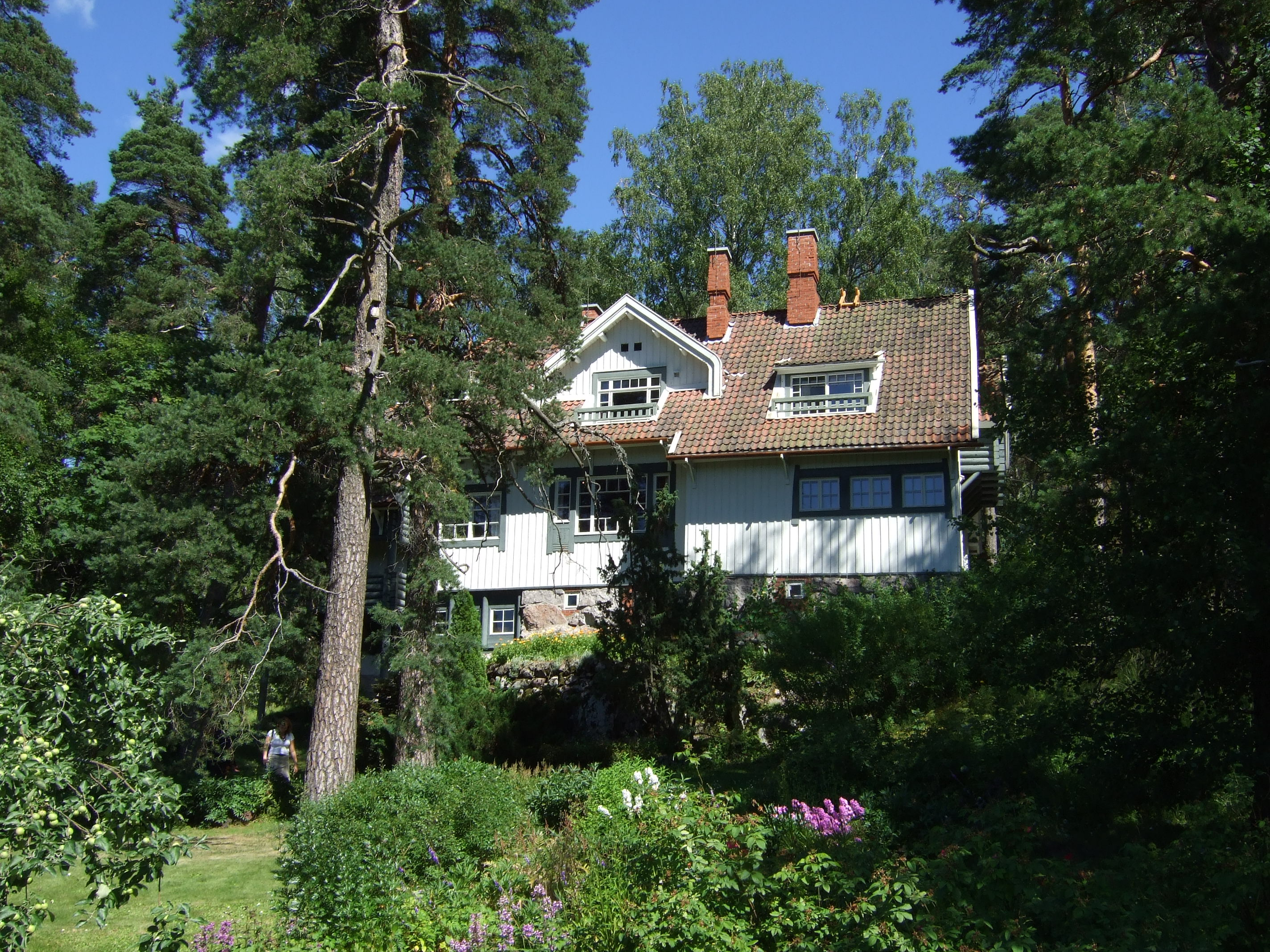
Ainola

În 1908 Sibelius a suferit o intervenție chirurgicală, fiind suspect de cancer în zona gâtului. Se spune că această experiență, strâns legată de ideea morții, a influențat opere precum Luonnotar sau Simfonia a patra, dar și celelalte opere pe care le-a compus în anii următori.
Referitor la sursele sale de inspirație, trebuie menționat faptul că Sibelius iubea natura. În Simfonia a șasea, spunea: 
„Aceasta îmi aduce întotdeauna aminte de mireasma primei zăpezi”, iar pădurile de lângă Ainola se spune că au inspirat opera Tapiola. Erik W. Tawaststjerna, muzician și biograf al lui Sibelius, menționa:
" Chiar și după standardele nordice, Sibelius a răspuns cu o intensitate excepțională stărilor naturii și schimbării anotimpurilor: a scanat cerul cu binoclul său, urmărind gâștele care zburau deasupra lacului înghețat, a ascultat țipetele cocorilor și ecoul strigătelor găinușelor-de-baltă deasupra terenurilor mlăștinoase, chiar sub Ainola. El a savurat îmbobocirea primăverii la fel de mult ca aromele și culorile toamnei".
Anul 1926 a adus un declin al compozițiilor sale după Simfonia a șaptea, acesta a compus doar câteva opere majore, cum ar fi poemul simfonic Tapiola și muzica incidentală pentru piesa lui William Shakespeare Furtuna. În ultimii 30 de ani ai vieții sale, Jean Sibelius a evitat să vorbească despre compozițiile sale.
Există dovezi substanțiale că Sibelius a lucrat la Simfonia a opta. În 1931 și 1932,a promis premiera a acestei simfonii lui Serge Koussevitzky, iar un eventual concert sub bagheta dirijorului Basil Cameron la Londra în 1933 a beneficiat chiar și de publicitate. Cu toate acestea, singurele dovezi concrete care susțin existența Simfoniei a opta fac referire la un proiect de lege din 1933 pentru o copie fidelă a primului act.
Sibelius a fost întotdeauna destul de auto-critic, declarându-le prietenilor apropiați: "Dacă eu nu pot scrie o simfonie mai bună decât cea de a șaptea, atunci aceasta va fi ultima."
Din moment ce niciun manuscris nu a fost găsit, surse autorizate consideră că este probabil ca Sibelius să le fi distrus în 1945, an de-a lungul căruia a ars un număr însemnat de foi de lucru .
Soția lui, Aino menționează:
„În anii '40 a existat o mare auto-da-fé la Ainola. Soțul meu a colectat o serie de manuscrise într-un coș de rufe și le-a ars ca foc deschis în sala de mese. Părți din Suita Karelia au fost distruse. Mai târziu, am văzut rămășițe de pagini arse- și multe alte lucruri. Nu am avut puterea să iau parte la asta și am părăsit camera, prin urmare, nu știu ce-a aruncat pe foc. Însă, după aceasta, soțul meu a devenit mai calm si treptat, cu o dispoziție mai bună.”

## Stilul muzical
Prima audiție a simfoniei Kullervo op.7, care a avut loc la Helsinki (28 aprilie 1892) a stat la baza renumelui său în Finlanda. Din prima perioadă de creație a lui Sibelius, numită "romantico-națională", face parte și lucrarea „Finlandia” op. 26. Reputația lui internațională a început să se contureze în Germania, dar înainte de acest moment, el a însoțit orchestra simfonică din Helsinki, dirijată de Robert Kajanus, în 1900, la Paris.

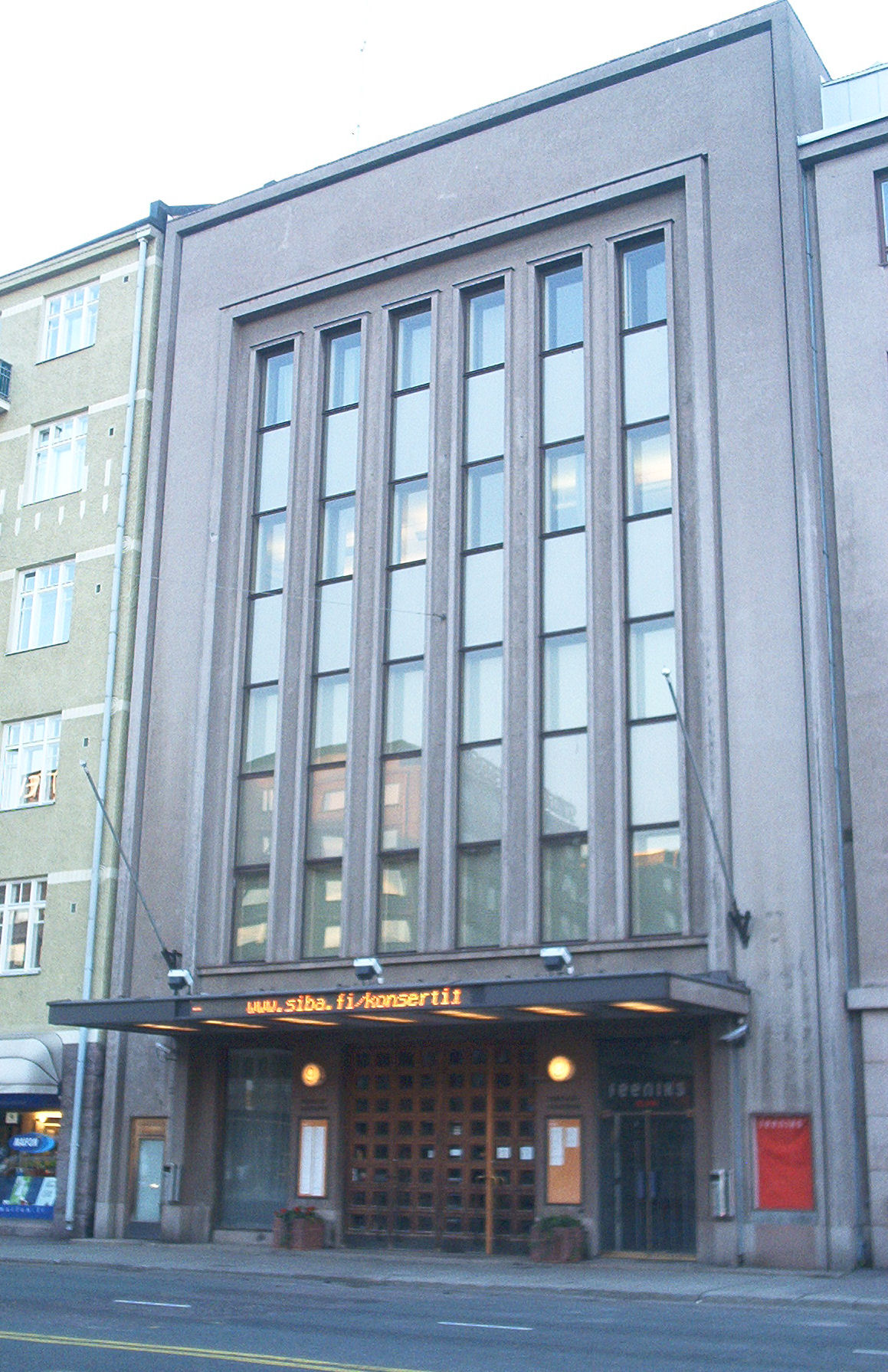
Clădirea Academiei Sibelius - 12 iulie 2005

În 1901 participă împreună cu Richard Strauss la Heidelberg, la cel de-al 37-lea festival al „Societății muzicienilor germaniˮ, iar în 1903 se află pentru prima oară, din cele șase călătorii care vor urma, în Anglia.
În 1904, Sibelius se stabilește la Järvenpää, la 30 de kilometri nord de Helsinki. Din această perioadă datează celebrul Concert pentru vioară op. 47, muzica de scenă pentru Kuolema op. 44 din care este extras celebrul Vals trist, și muzica de scenă pentru Peleas și Melisande op. 46.
Stabilirea la Järvenpää a marcat începutul unei noi etape stilistice, mai atrasă de universal, mai concentrată, mai clasică decât precedenta și ilustrată îndeosebi de Simfonia a III-a în Do Major, veritabil arc de boltă al adevăratei maturități a lui Sibelius.
În 1909, în timpul celei de-a patra călătorii în Anglia, a fost terminat cvartetul de coarde Voces Intimae op.56, unica partitură de muzică de cameră de mare anvergură a compozitorului.
Cu ocazia singurei lui călătorii în Statele Unite (1914), chiar înaintea declanșării primului război mondial, Sibelius compune unul din cele mai frumoase poeme simfonice ale sale, Oceanidele op .73. În timpul războiului, călătoriile se limitează la zona Peninsulei Scandinave.
La 8 decembrie 1915, la împlinirea a 50 de ani a compozitorului, la Helsinki are loc prima audiție a primei versiuni (în patru părți) a Simfoniei a V-a în Mi bemol Major op. 82.
În 1917, Finlanda își proclamă independența, apoi, până în 1918, a cade pradă războiului civil. Sibelius este nevoit să abandoneze Järvenpää și se refugiază la Helsinki, în clinica psihiatrică condusă de fratele său.
Odată instaurată pacea, își reia călătoriile și turneele în Anglia (1921), Norvegia și Suedia (1923) și Italia (1924-1926). Lucrările importante ale acestor ultimi ani de creație au fost Simfonia a VI-a op.104 și Simfonia a VII-a op.105.
Din anii 1930, pentru Sibelius începe o perioadă în care renumele și prestigiul său vor străluci în țările anglo-saxone, perioadă marcată în special de cărțile lui Cecil Graz (Sibelius, Londra 1934) și Constant Lambert (Music Hol, Londra 1934) și prin festivalul cu lucrările sale organizat la Londra, în 1938, de Sir Thomas Beecham.
Toți anii celui de-al doilea război mondial îi petrece la Järvenpää, în pofida mai multor oferte de a merge în Statele Unite. Moare la câteva săptămâni după ce îi dictase ginerelui său, dirijorul Jussi Jalas, un acompaniament pentru orchestră de coarde destinat lucrării Come Away Death, primul dintre cele două lieduri op. 6o (1909), după Noaptea regilor de Shakespeare.
Ca muzician național, Sibelius poate fi apropiat de Janacek sau de Bartók pentru că el a face parte dintre cei care, pentru a se elibera de influența germanică, au recurs la "antidotul debussist". Relațiile lui cu Finlanda nu au fost niciodată de ordin folcloric, pentru că la el nu apar citate de teme populare și nici măcar - în pofida culorilor de multe ori foarte subtil modale și nontonale ale muzicii sale - un gen de folclor recreat ca la Bartók.
Fascinat la început de Liszt și Berlioz și destul de influențat de ruși, la un moment dat, Sibelius și-a dat seama că muzica lui ar trebui să fie mai mult decât un răspuns colorat la Kalevala , și pe termen lung, a părăsit această sursă de inspirație, cel puțin în ceea ce privește aspectele ei cele mai vizibile.
A reușit să "exorcizeze" spectrul romantismului și să devină însuși tipul artistului romantic disciplinat. În acest sens, Sibelius se opune contemporanului său Gustav Mahler.
Marea forță a muzicii lui Sibelius rezidă în faptul că din profunzimile ei statice, niciodată sinonime cu imobilitatea totală, izbucnește o considerabilă forță motrică. Succesiunea celor șapte simfonii ale lui Sibelius oferă ocazia de a observa evoluția stăpânirii ideii de mișcare și a autodisciplinei sale.
Sibelius declara că "ceea ce este esențialmente simfonic este curentul irezistibil care parcurge întregul, și aceasta prin opoziție cu pitorescul".

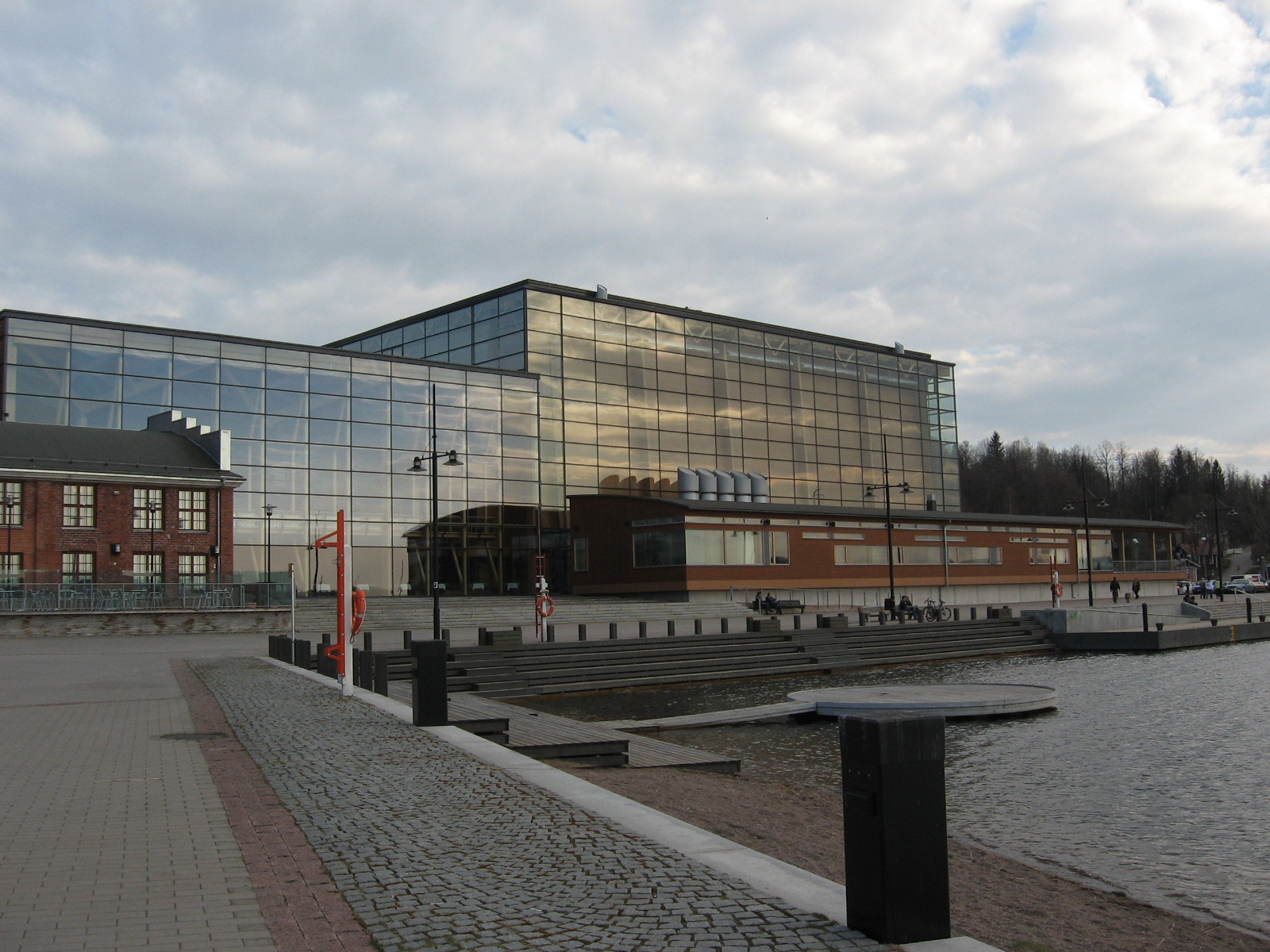
Sibeliustalo din Lahti

În calitate de simfonist, Sibelius, ca și Mahler, nu renunță la tonalitate, iar procedeele atât de eficace la care a recurge pentru a asigura continuitatea dinamică, integrând-o unei lentori cosmice sau mitice, "măturând" totul în trecerea ei - pedale lungi, note ținute izvorând din profunzimile orchestrei înainte de a da naștere unor teme sau unor întregi paragrafe, au totuși ca rezultat o anumită fixație tonală. Unul dintre mijloacele lui Sibelius pentru a produce tensiunea este tocmai refuzul modulației aflate la îndemână, iar din acest refuz eroic de a recunoaște funcția tonală a anumitor note decurg culorile deseori modale ale muzicii sale.

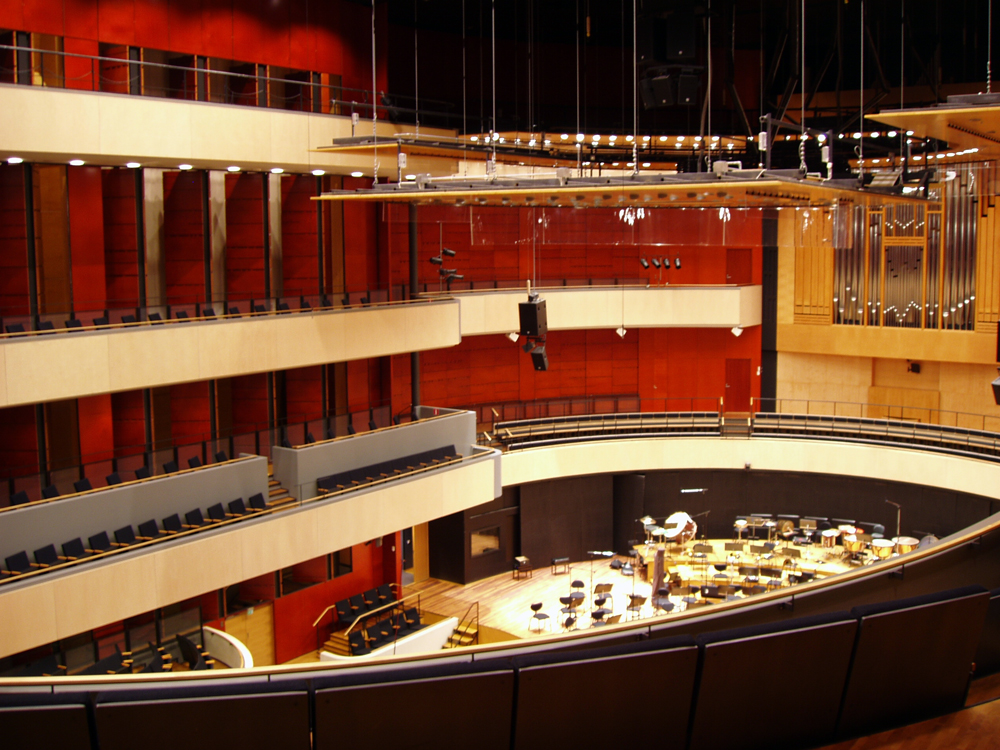
Sibeliustalo Lahti. Cu o capacitate de 1250 de locuri și interiorul realizat din lemn, sala de concerte Sibelius a fost inaugurată în anul 2000

La Sibelius nu putem găsi niciodată sau aproape niciodată contrapunct în sensul tradițional, acela al "fugii de școală". Muzica lui Sibelius este topologică, se bazează pe variațiuni topologice ale tensiunii, pe deformări continue ale materialului și ale masei orchestrale, cu limitele la fel de extinse în lungime pe cât de extinse erau în înălțime cele ale lui Varèse. Ea întoarce spatele configurațiilor polifonice ale trecutului, în aceeași manieră în care astăzi studiul suprafețelor întoarce spatele geometriei euclidiene .
Muzicianul englez Constant Lambert afirmă că Sibelius este nu numai unul dintre cei mai mari simfoniști de la Beethoven încoace, dar și "una din cele mai desăvârșite expresii din punct de vedere al formelor din câte a produs spiritul omenesc". Marea forță a talentului său constă în ineditul mijloacelor de înveșmântare a ideilor muzicale, libertatea expresiei și bogăția melodică ferită de tiparele convenționale. În haosul diferitelor curente și orientări, dar mai ales al avangardei formaliste occidentale, care cucerește adepți pretutindeni, el știe să împrumute din toate numai ceea ce convine muzicii sale, fără să renunțe la particularitățile concepțiilor personale.